# Rhinella rostrata
Rhinella rostrata és una espècie de gripau de la família dels bufònids. És endèmic de Colòmbia, on viu a altituds properes a 2.500 msnm. El seu hàbitat natural són els boscos. Està amenaçat per la destrucció del seu hàbitat com a resultat de l'agricultura i la ramaderia. L'holotip era un mascle adult trobat a uns 23 km al nord de la població de Mesopotamia, al departament d'Antioquia.